# Люпе Онтіверос
Люпе Онтіверос (ісп. Lupe Ontiveros; 17 вересня 1942, Ель-Пасо, Техас — 26 липня 2012, Уїттіер, Каліфорнія) — американська акторка театру, кіно і телебачення, яка за свою кар'єру з'явилася в понад 50 фільмах і серіалах.

## Життя і кар'єра
Народилася як Гваделупі Морено (ісп. Guadalupe Moreno) в місті Ель-Пасо, штат Техас.
Онтіверос виграла премію «Національної ради кінокритиків США» за роль у фільмі 2000 року «Чак і Бак», а також була номінована на «Незалежний дух» за найкращу жіночу роль другого плану. Вона отримала приз кінофестивалю «Санденс» за роль у фільмі «Справжні жінки завжди в тілі» у 2002 році. Вона також відома за ролями у фільмах «Моя сім'я», «Селена» та «Краще не буває».
На телебаченні найбільш відома за роллю Хуаніти Соліс в телесеріалі «Відчайдушні домогосподарки», яка принесла їй номінацію на премію «Еммі» у 2005 році. Вона також знялася в серіалі «Пасадена» у 2001 році і з'явилася в таких серіалах, як «Блюз Хілл стріт», «Щоденники Червоної Туфельки», «Реба» і т. д.
Померла 26 липня 2012 року в віці 69 років після боротьби з раком печінки.